# 제3차 후크고지 전투

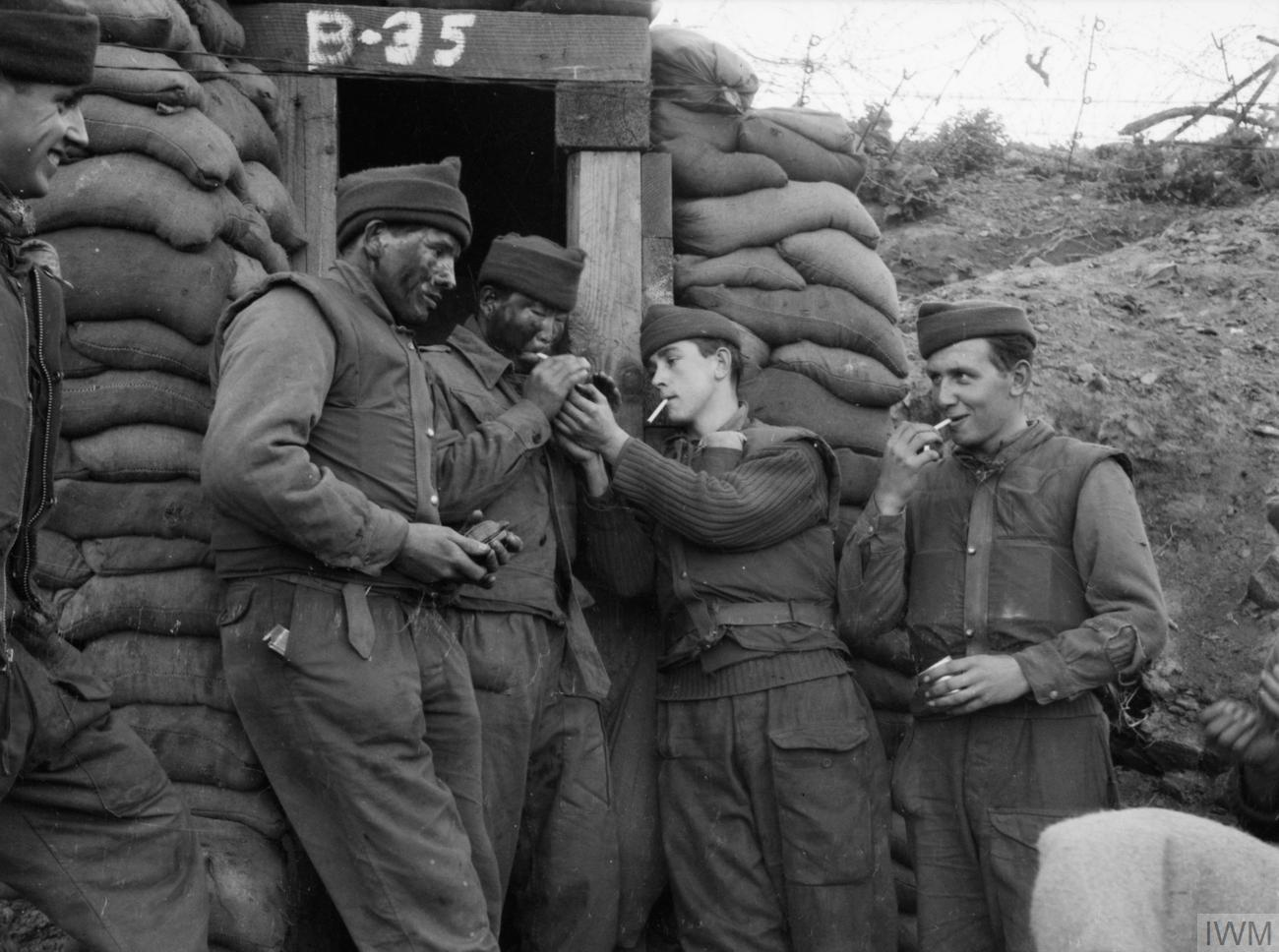
제3차 후크고지 전투 당시 순찰 직전 담배를 피는 웰링턴 공작 연대

제3차 후크고지 전투는 한국 전쟁 기간 중인 1953년 5월 28일부터 29일 사이에 미국, 영국, 튀르키예, 대한민국의 유엔군과 중공군이 판문점 인근의 '후크고지'에서 맞붙은 전투이다.

## 같이 보기
- 제1차 후크고지 전투
- 제2차 후크고지 전투